# 이금형
이금형(충청북도 청주시, 1958년 ~)은 대한민국 첫 번째 여성 치안정감이다. 대한민국의 경찰 창설 이래 세 번째 여성 총경, 두 번째 여성 경무관, 첫 번째 여성 치안감에 이어 경찰 내 2인자인 치안정감에까지 올랐다.

## 생애
청주시 소재의 대성여자상업고등학교를 졸업한 후 순경으로 경찰에 입문하였다. 지방경찰청장과 경찰대학장 등 요직을 두루 거쳐 경찰 내 최고위직인 치안정감으로 2014년 공직을 마감했다. 동국대학교 행정학 박사로서 2014년 12월에 서원대학교 경찰행정학과 석좌교수에 임명되었다. 국가인권위원장상(2003년), 녹조근정훈장(2004년), 한국여성단체협의회 올해의 여성상(2009년) 등을 수상했다.

## 학력
- ~ 1977년:대성여자상업고등학교
- ~ 1997년:한국방송통신대학교 법학
- ~ 2002년:동국대학교 행정대학원 석사
- ~ 2008년:동국대학교 대학원 경찰행정학 박사

## 경력
- 2022.10 ~ : 한국안전리더스포럼포럼 고문
- 2014.12 ~ :서원대학교 경찰행정학과 석좌교수
- 2013.12 ~ 2014.12:제24대 부산지방경찰청장
- 2013.04 ~ 2013.12:제38대 경찰대학장
- 2012.10 ~ 2013.04:경찰청 경무국장
- 2011.11 ~ 2012.10:제6대 광주지방경찰청장
- 2011.05 ~ 2011.11:광주지방경찰청장 직무대리
- 2010.09:서울지방경찰청 생활안전부장
- 2010.06:경찰청 생활안전국장
- 2010.01:경찰청 교통관리관
- 2009.03:충북지방경찰청 차장
- 2007.01:경찰청 여성청소년과장
- 2006.03 ~ 2007.01:서울특별시 마포경찰서장
- 2004.08:제1회 청소년상담지도자대회 제1기 명예 청소년상담사
- 2004.01:경찰청 여성청소년과장
- 2003.04 ~ 2004.01:충청북도 진천경찰서장
- 2002.07 ~ 2003.04:서울시지방경찰청 총경(교육)
- 2001.01 ~ 2002.07:경찰청 방범국 초대 여성정책실장
- ~ 2000.12:경찰청 과학수사계장